# Señor bolero
Señor bolero es el título de un álbum de estudio en español grabado por el cantautor puertorriqueño-estadounidense José Feliciano, es el primero en boleros. Fue lanzado al mercado por la empresa discográfica PolyGram Latino el 25 de agosto de 1998. El álbum Señor bolero fue producido por Rudy Pérez y cuenta con 13 canciones. El álbum fue nominado el Premio Grammy al Mejor Álbum de Pop Latino en los 41°. entrega anual de los Premios Grammy celebrada el miércoles 24 de febrero de 1999, pero perdió contra Vuelve de Ricky Martin.

## Lista de canciones
| Señor bolero |                           |                                |          |  |
| N.º          | Título                    | Escritor(es)                   | Duración |  |
| 1.           | «Alma mía»                | María Méndez Grever            | 4:59     |  |
| 2.           | «Cómo fue»                | Ernesto Duarte Brito           | 3:59     |  |
| 3.           | «La última noche»         | Bobby Collazo                  | 3:43     |  |
| 4.           | «Me has echado al olvido» | Roberto Livi · Rudy Pérez      | 4:00     |  |
| 5.           | «Señor bolero»            | José Feliciano                 | 3:44     |  |
| 6.           | «Tú me acostumbraste»     | Frank Domínguez                | 4:36     |  |
| 7.           | «Qué tristeza»            | Armando Manzanero              | 3:26     |  |
| 8.           | «Cuando te toque llorar»  | Rudy Pérez                     | 3:45     |  |
| 9.           | «Cóncavo y convexo»       | Erasmo Carlos · Roberto Carlos | 4:26     |  |
| 10.          | «Rayito de luna»          | Jorge Navarro                  | 2:53     |  |
| 11.          | «Somos»                   | Mario Clavell                  | 3:54     |  |
| 12.          | «Nuestro amor»            | José Feliciano                 | 3:43     |  |
| 13.          | «Si me comprendieras»     | José Antonio Méndez            | 3:58     |  |
| 51:09        |                           |                                |          |  |

- Datos: Q21591130